# Emilio Córdova
Emilio Córdova Daza est un joueur d'échecs péruvien né le 8 juillet 1991 à Lima. Grand maître international depuis 2008, il a remporté le championnat panaméricain en 2016.
Au 1er août 2016, Emilio Córdova est le numéro deux péruvien avec un classement Elo de 2 627.

## Carrière aux échecs
Emilio Córdova remporta le championnat du Pérou en 2005 à quatorze ans.
Il a gagné le mémorial Carlos Torre au Mexique à deux reprises (en 2009 et 2018). 
Il a représenté le Pérou lors de cinq olympiades (en 2004, 2006, 2010, 2014 et au premier échiquier en 2016).
Il finit quatrième du tournoi Millionaire Chess en octobre 2016 à Atlantic City.